# Nchwaningita
La nchwaningita és un mineral de la classe dels silicats. Rep el nom de la seva localitat tipus, la mina N'Chwaning II, a Sud-àfrica.

## Característiques
La nchwaningita és un silicat de fórmula química Mn₂2+(SiO₃)(OH)₂·H₂O. Cristal·litza en el sistema ortoròmbic. La seva duresa a l'escala de Mohs és 5,5.
Segons la classificació de Nickel-Strunz, la nchwaningita pertany a «09.DB - Inosilicats amb 2 cadenes senzilles periòdiques, Si₂O₆; minerals relacionats amb el piroxens» juntament amb els següents minerals: balifolita, carfolita, ferrocarfolita, magnesiocarfolita, potassiccarfolita, vanadiocarfolita, lorenzenita, lintisita, punkaruaivita, eliseevita, kukisvumita, manganokukisvumita, vinogradovita, paravinogradovita, plancheïta, shattuckita, aerinita i capranicaïta.

## Formació i jaciments
Va ser descoberta a la mina N'Chwaning II, situada a la localitat de Kuruman, dins el camp de manganès de Kalahari (Cap Septentrional, Sud-àfrica). També ha estat descrita a la mina Wessels, a la propera Hotazel. Aquests dos indrets són els únics de tot el planeta on ha estat descrita aquesta espècie mineral.